# 聖沃洛迪米爾斜坡天橋
聖沃洛迪米爾斜坡人行及自行车天桥，又名克里契科玻璃桥、玻璃橋，是横跨聖沃洛迪米爾斜坡、连接烏克蘭首都基辅市内的两座公园——聖弗拉基米爾山和赫雷夏蒂克公園。仅許自行车和行人通行。该大桥历时5个月興建，耗资2.75亿乌克兰格里夫纳，于2019年5月25日由市長维塔利·克利奇科宣佈揭幕。

## 備注
1. ↑  烏克蘭語羅馬化：Pishokhidno-velosypednyi mist cherez Volodomyrskyi uzviz
2. ↑  烏克蘭語羅馬化：Sklianyi mist Klychka
3. ↑  烏克蘭語羅馬化：Sklianyi mist